# Dagblad van het Oosten

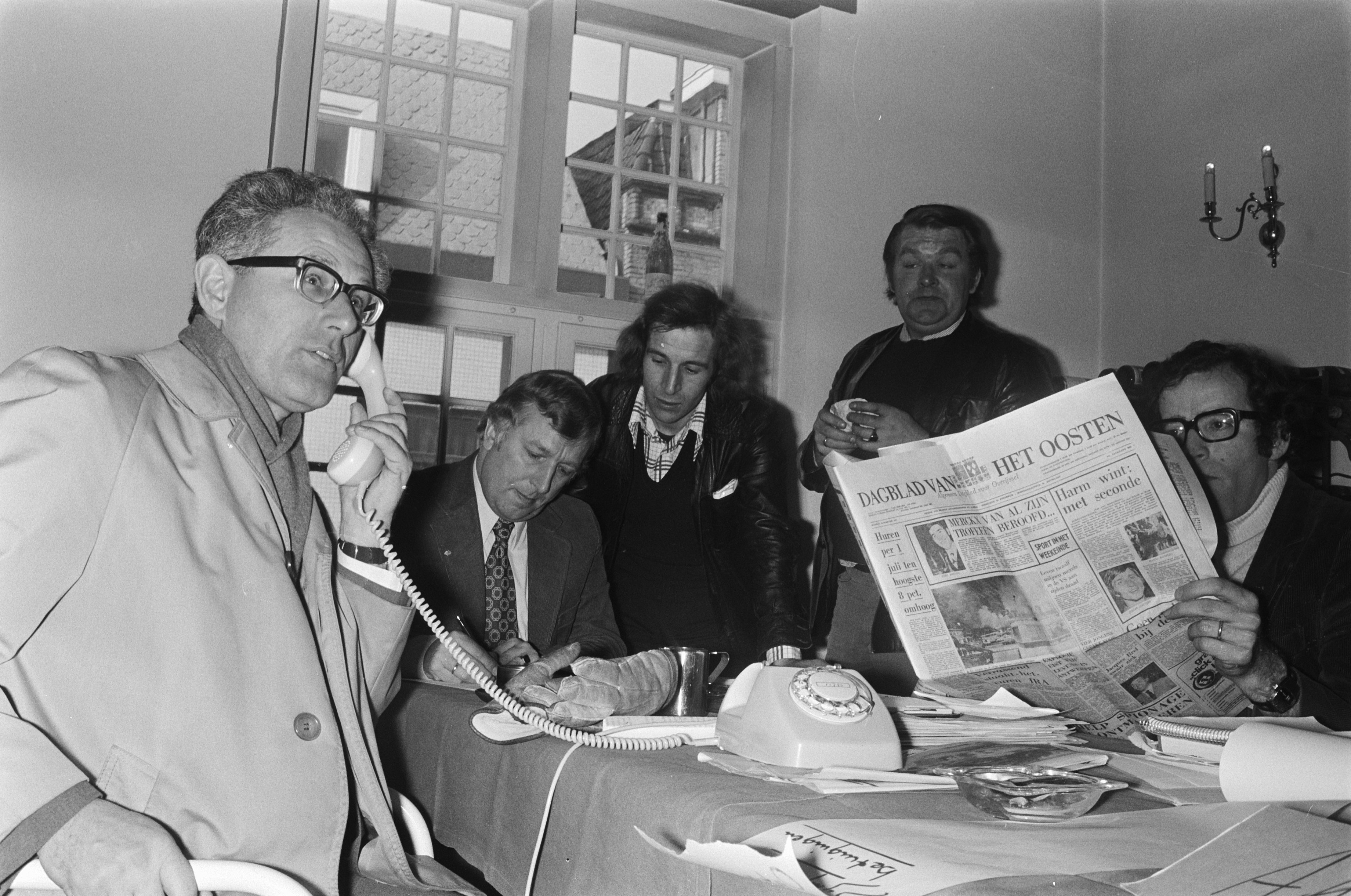
Redactie Dagblad van het Oosten in 1975 tijdens een staking voor het behoud van de krant.

Het Dagblad van het Oosten was een Nederlands regionaal dagblad. De krant werd in 1881 in Almelo onder de naam Twentsch Zondagsblad opgericht. Het blad verscheen in Twente en een gedeelte van haar bestaan ook in andere delen van het oosten van Nederland, zoals de provincie Drenthe.
In 1928 werd de naam van het Twentsch Zondagsblad gewijzigd in Nieuwsblad van het Oosten. Vanaf 1937 verscheen de krant als Dagblad van het Oosten. In dat jaar werd het Dagblad van Coevorden en z.o. Drenthe kopblad van de krant. In 1944, tijdens de Tweede Wereldoorlog, kwam de krant op de lijst van verboden kranten te staan. De krant werd in 1975 als kopblad onderdeel van Tubantia, nadat de Enschedese uitgever Van der Loeff de krant eerder dat jaar had overgenomen. Op 17 april 1993 verscheen deze editie voor het laatst onder haar eigen naam. Voor de abonnees bleef wel een Almelose editie van De Twentsche Courant Tubantia behouden.